# IGS
IGS, właśc. Igor Sobczyk – polski muzyk, kompozytor i multiinstrumentalista, a także producent muzyczny i inżynier dźwięku. Od 1999 roku prowadzi solową działalność artystyczną. Do 2006 roku wydał pięć albumów producenckich pozytywnie ocenianych zarówno przez krytyków muzycznych, jak i publiczność. Od 2008 roku właściciel studia nagraniowego IGS Studio w Mysłowicach.
Współtworzył także krótkotrwałe trio z raperem Duże Pe i DJ-em Spox. Sobczyk współpracował ponadto m.in. z takimi wykonawcami jak: Abradab, Bas Tajpan, Bob One, Borixon, Donguralesko, Fokus, Magik, Moral, Gano, Gutek, O.S.T.R., Pih, Peja, Tede, Wojtas, WSZ, CNE, HST.

## Życiorys
Z wykształcenia inżynier automatyk, absolwent Politechniki Śląskiej. W latach 90. założyciel i lider jazz-rockowego zespołu Over Mind. W roku 1999 wydał pierwszą producencką płytę pt. Monopol na rację. Debiutancki nielegal zawierał wyłącznie muzykę instrumentalną. W 2000 roku nakładem firmy R.R.X. ukazał się drugi, a pierwszy w powszechnej sprzedaży album producencki IGS-a pt. Ekspedycje. Wśród zaproszonych na płytę przez muzyka gości znaleźli się m.in. Jajonasz, Bas Tajpan, Kaliber 44, JedenSiedem i Grammatik.
Następne w 2001 roku, ponownie dzięki R.R.X. ukazał się trzeci album producencki zatytułowany Alchemia. Laureat nagrody „Ślizger” dla najlepszego producenta hip-hopowego 2002 roku przyznawaną przez „Ślizg”. Na wydawnictwie znalazły się piosenki m.in. z udziałem HST, Abradaba, Fokusa i Tede. Następnie podjął współpracę z raperem Duże Pe i DJ-em Spox. Efektem był wydany w 2004 roku przez UMC Records album pt. Sinus. Pewną popularność w kraju zyskała pochodząca z płyty piosenka „Nasze życie” z udziałem Meza, notowana na 43. miejscu Szczecińskiej Listy Przebojów Polskiego Radia.
W 2005 roku nakładem firmy Doperacja ukazał się album Na klucz. Gościnnie w nagraniach wzięli m.in. udział tacy wykonawcy jak: Pokahontaz, Moral, Dizkret, O.S.T.R. oraz Trzeci Wymiar. Ostatni album producencki Sobczyka pt. Garaże ukazał się w 2006 roku nakładem oficyny Czy Jeden Rasss? Produkcja. Na płycie gościli m.in. DonGURALesko, Gano, Going Across oraz Ramona 23 i Rafi jako RR Brygada.
W międzyczasie produkował piosenki dla: Borixona, Piha, Abradaba oraz Wojtasa. Zajmuje się również projektowaniem i produkcją przedwzmacniaczy mikrofonowych, kompresorów i innych urządzeń studyjnych. Od 2004 roku prowadzi firmę IGS Audio. W latach 2007–2008 był głównym konstruktorem marki Imbir. W 2012 roku wystąpił w filmie dokumentalnym poświęconemu zespołowi Indios Bravos pt. „Drogi” w reżyserii Małgorzaty Ruszkiewicz.

## Dyskografia
| Rok                        | Dane dot. albumu                                                              | Pozycja na liście |
| Rok                        | Dane dot. albumu                                                              | POL               |
| -------------------------- | ----------------------------------------------------------------------------- | ----------------- |
| 1999                       | Monopol na rację - Data: 1999 - Wydawca: brak (nielegal)                      | –                 |
| 2000                       | Ekspedycje - Data: 15 grudnia 2000 - Wydawca: R.R.X.                          | –                 |
| 2001                       | Alchemia - Data: 8 grudnia 2001 - Wydawca: R.R.X.                             | –                 |
| 2004                       | Sinus (oraz Duże Pe, DJ Spox) - Data: 29 kwietnia 2004 - Wydawca: UMC Records | 39                |
| 2005                       | Na klucz - Data: 26 września 2005 - Wydawca: Doperacja                        | –                 |
| 2006                       | Garaże - Data: 27 stycznia 2006 - Wydawca: Czy Jeden Rasss? Produkcja         | –                 |
| „–” album nie był notowany |                                                                               |                   |

| Rok  | Tytuł                                                   | Pozycja na liście |
| Rok  | Tytuł                                                   | SLiP              |
| ---- | ------------------------------------------------------- | ----------------- |
| 2004 | „Nasze życie” (oraz Duże Pe i DJ Spox; gościnnie: Mezo) | 43                |

| Rok  | Utwór                                                        | Album                             | Źródło |
| ---- | ------------------------------------------------------------ | --------------------------------- | ------ |
| 2004 | „Nasze życie” – Duże Pe, IGS, Dj Spox, Mezo                  | Hiphopstacja (kompilacja)         | [ 15 ] |
| 2004 | „Nasze życie” – Duże Pe, IGS, Dj Spox, Mezo                  | VIVA Hip Hop vol.4 (kompilacja)   | [ 16 ] |
| 2005 | „Para z zielonej herbaty” – Duże Pe, IGS, Dj Spox, K.Borecka | Rap Eskadra 2 (kompilacja)        | [ 17 ] |
| 2008 | „Dla każdego jego raj” (gościnnie: Losza Vera, IGS)          | Ostatni poziom kontroli – Abradab | [ 18 ] |
| 2009 | „Wybory” – IGS, Bas Tajpan, Gutek                            | Road Rap Hit Vol.1 (kompilacja)   | [ 19 ] |

## Teledyski
| Rok  | Tytuł                                                   | Album    | Źródło |
| ---- | ------------------------------------------------------- | -------- | ------ |
| 2001 | „Wybory” (gościnnie: Bas Tajpan, Gutek)                 | Alchemia | [ 20 ] |
| 2004 | „Nasze życie” (oraz Duże Pe i DJ Spox; gościnnie: Mezo) | Sinus    | [ 21 ] |
| 2004 | „Para z zielonej herbaty” (oraz Duże Pe i DJ Spox)      | Sinus    | [ 22 ] |
| 2005 | „Taki sam jak ja” (gościnnie: Duże Pe)                  | Na klucz | [ 23 ] |
| 2005 | „In Place” (gościnnie: Losza Vera)                      | Na klucz | [ 24 ] |

## Filmografia
| Rok  | Tytuł   | Uwagi                                                | Źródło        |
| ---- | ------- | ---------------------------------------------------- | ------------- |
| 2012 | „Drogi” | film dokumentalny, reżyseria: Małgorzata Ruszkiewicz | [ 25 ] [ 26 ] |